# Уцуро-бунэ

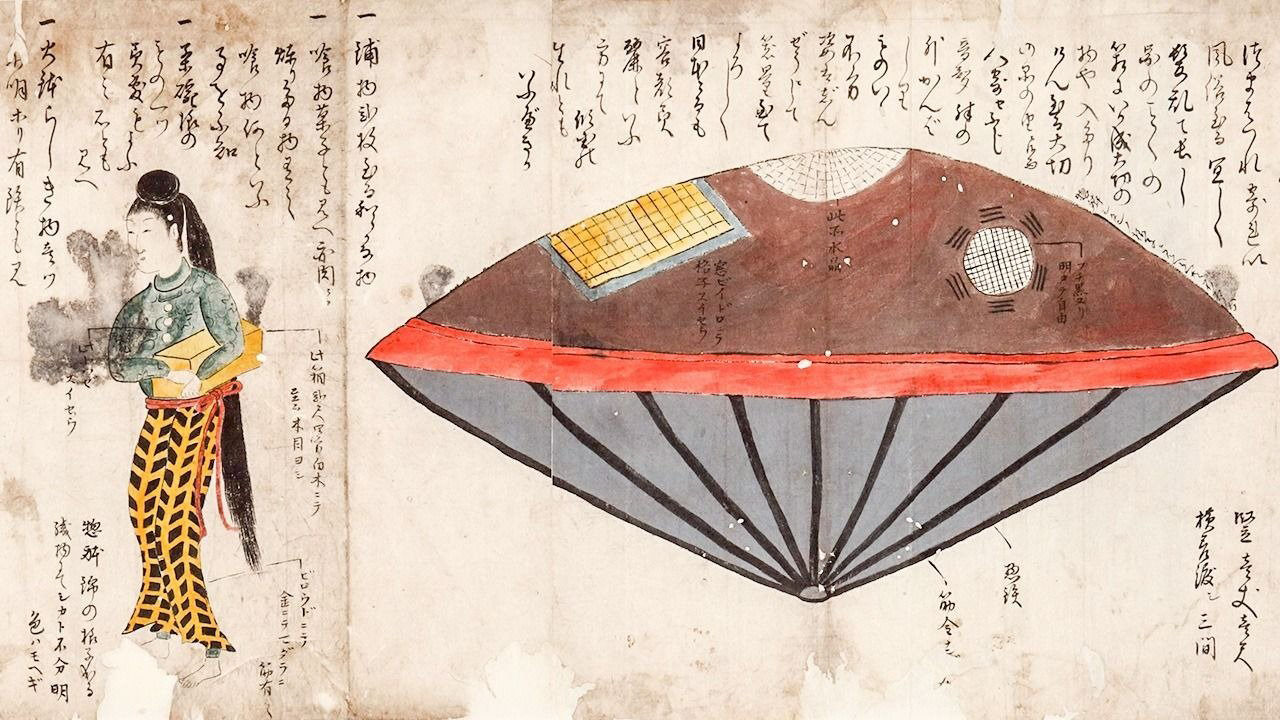
«Уцуро-бунэ», выброшенная на берег Харасягахама в провинции Хитати (из «Сборника рассказов о дрейфующих»)

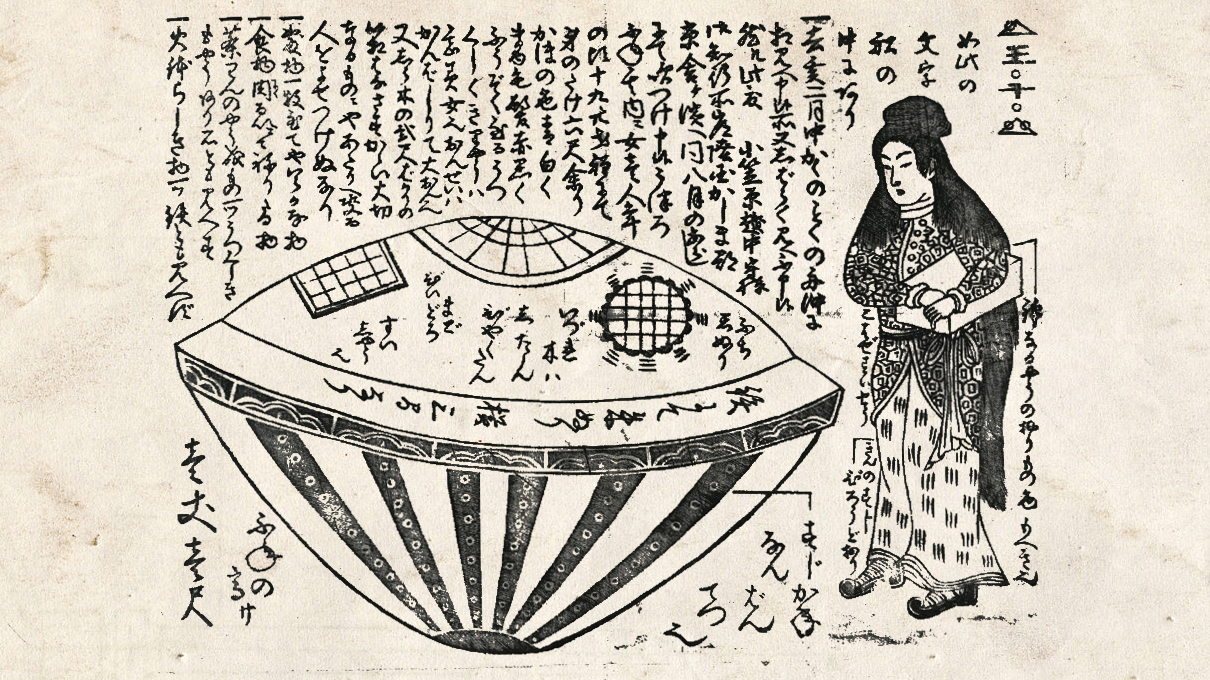
Уцуро-бунэ, нарисованная Нагахаси Матадзиро, 1844 год

Уцуро-бунэ (яп. うつろ舟, букв. «пустая лодка») — неизвестный объект, упоминающийся как необычная лодка в фольклорных преданиях различных регионов Японии. Также известна как «Уцубо-бунэ» (空穂舟 или うつぼ舟). Согласно легендам, это загадочный объект, который, по сообщениям, был выброшен на побережье японской провинции Хитати в 1803 году (восточная сторона острова Хонсю). Существует несколько записанных рассказов об этой истории, детали которых незначительно различаются.
Согласно легенде, на «пустой лодке» на местное побережье прибыла привлекательная молодая женщина. Местные рыбаки осмотрели этот объект и попытались заговорить с ней, но женщина не говорила на японском языке. Она держала в руках загадочную коробку и отказывалась расстаться с ней. Позже рыбаки вернули её и её судно в море, и она уплыла прочь.
История об Уцуро-бунэ привлекала внимание как учёных (историков, этнологов, физиков), так и уфологов. Некоторые уфологи утверждают, что история представляет собой доказательство встречи с инопланетянами или жителями подводной цивилизации, в то время как представители официальной науки склонны считать её частью японского фольклора.

## Обзор
Легенда об Уцуро-бунэ имеет несколько версий, но наиболее известным считается случай, произошедший в 3-й год эпохи Кёва (1803 год) в провинции Хитати. Кроме того, существуют записи о похожих событиях в других регионах Японии:
- В 8-й год эпохи Кансэй (1796 год) в Минэ-но-коси, провинция Кага.
- В 12-й год эпохи Гэнроку (1681 год) у побережья Ацута, провинция Овари.
- В Има-мати, провинция Этиго.
- В период Сётоку (1711–1716 годы) на острове Хибури, провинция Иё.
- В 16-й год эпохи Мэйдзи (1883 год) у побережья Кобэ.

Согласно «Фуси кадэн», государственный служащий Хата-но Кавакацу (при 29-33-х Империях), который считается основоположником театра саругаку (предшественник театра но), завершив свою деятельность как чиновник, отправился из Нанива в Сакоси на уцубо-бунэ.
В третьем томе «Собрания сочинений Оригути Синобу» описаны размышления Оригути Синобу и Янагита Кунио о том, что уцубо-бунэ и кагами-но-фунэ являются «вместилищами душ» или «транспортом для богов». Янагида Кунио предполагал, что кагами-но-фунэ, которая прорезала бурные волны дальнего мира и прибыла на материк, возможно, была похожа на подводную лодку. Орэгути Синобу утверждал, что уцубо-бунэ имеет форму «вместилища», так как бог из иного мира должен находиться в нём, пока не обретёт облик в этом мире.
Что касается формы уцуро-бунэ, то известны изображения из случая в провинции Хитати, но почти не существует других исторических материалов, описывающих её форму. Существуют лишь некоторые документы, где она описывается как «ящикообразная лодка» или «ковчег»

## Уцуро-бунэ в провинции Хитати
Среди легенд об Уцуро-бунэ наиболее широко известен случай, произошедший в провинции Хитати в 1803 году. История была записана в нескольких источниках, включая «Рассказы из парка Тоэн» Кёкутэя Бакина (1825 год) и «Записках Хирокаты» Ясиро Хирокаты. На сегодняшний день обнаружено семь исторических документов, упоминающих этот случай, хотя их содержание несколько различается.
Их содержание в основном следующее:
- 22 февраля 1803 года на берег владения Хатамото (упоминаются Огасавара Этию-но-ками или Огасавара Идзуми-но-ками) в уезде Касима, провинция Хитати, прибыла уцуро-бунэ.
- Уцуро-бунэ была сделана из железа или металлических частей, имела окна (возможно, застеклённые) и округлую форму.
- На поверхности уцуро-бунэ были надписи, похожие на письмена неизвестного происхождения.
- Внутри была красивая молодая женщина, одетая в необычную одежду, держащая в руках ящик (около 60 см в длину), который никому не позволяла трогать.[3][4][5]
- Женщина говорила на непонятном языке и имела необычную внешность с рыжими волосами, удлинёнными белыми прядями.
- Местные жители, не зная, что делать, обсуждали возможность отправить женщину к властям, но опасались возможных последствий. В итоге они решили вернуть женщину и её судно в море.

В 2014 году был обнаружен документ «Банкэ мондзё», в котором место прибытия уцуро-бунэ указано как «Хитати Харасяри-хама», что соответствует современному пляжу Сярихама в Хасаке города Камису.

## Исследования и теории

### Уфологические интерпретации
Некоторые сторонники теории палеоконтакта и уфологи рассматривают Уцуро-бунэ как возможное свидетельство визита инопланетян или представителей неизвестной цивилизации. Они обращают внимание на описания корабля, его материалы и неизвестную письменность, сравнивая их с современными сообщениями о наблюдениях НЛО и предполагаемых контактах с внеземными цивилизациями. Указывается на сходство с Розуэлльским инцидентом, где также упоминались загадочные символы.

### Научные исследования
Учёные и историки склонны считать историю об Уцуро-бунэ частью японского фольклора и мифологии. Исследователь Камон Сёити подробно изучил доступные документы и пришёл к выводу, что история отражает культурные и социальные аспекты Японии того времени, включая отношение к иностранцам и морским происшествиям.
Почётный профессор Университета Гифу и специалист по квантовой оптике Танака Кадзуо исследовал исторические материалы, связанные с «Удивительной историей об Уцуро-бунэ». Он утверждает, что описания уцуро-бунэ имеют конкретный характер, и что место прибытия соответствует реальному географическому положению. Его работа была освещена в местных и национальных СМИ.

## Уцубо-бунэ на Цусиме
На острове Цусима также существуют легенды об уцубо-бунэ и подобных им явлениях:
- Легенда из Кухара: Жители убили принцессу корейской королевской семьи, выброшенную на берег, и забрали её сокровища. После этого на деревню было наложено проклятие, и она была уничтожена[11].
- Могила принцессы Сонжо: В Санида есть могила, которая считается принадлежащей дочери корейского короля, прибывшей на Цусиму во время японских вторжений в Корею или изгнанной за непристойное поведение[11].
- Ханамия-годзэн: В Самиуда рассказывается о благородной женщине Ханамия-годзэн, убитой местными жителями из-за сокровищ. Её проклятие привело к вымиранию жителей и запустению деревни[11]. Есть версия, что она была женщиной из клана Курода, ставшей христианкой и изгнанной.
- Священный камень (Таками Мусуби), который, как говорят, был духом императора Такао, был выброшен на берег в Мамэцу на лодке-уцубо, поэтому его почитали как бога (храм Такамитама до сих пор существует в храме Такугасира)[12].

## Прочее
- В городе Хокота префектуры Ибараки на пляже Оотакэ (в составе приморского парка Касиманада) ранее были установлены игровые сооружения в форме уцуро-бунэ, служившие также монументом.

## Произведения, основанные на легенде

### Манга
- Морохоси Дайдзи — «Женщина из уцубо-бунэ», 1991 год.

### Видеоигры
- Серия игр SIREN.
- Игра Sakuna: Of Rice and Ruin.

### Исследования
- Янагида Кунио — «Уцубо-бунэ но ханаси» («Истории об уцубо-бунэ»), 1925 год («Полное собрание сочинений Янагида Кунио», том 9, Тикума Сётэн, 1962 год).
- Минаками Рютаро, Симидзу Кадзуо, Камон Сёити — «Правда о 56 новых невероятных паранормальных явлениях», ISBN 4-87233-598-8 (содержит исследование, касающееся уцуро-бунэ).
- Камон Сёити — «Мистерия Эдо „Уцуро-бунэ“», Ракукося, 2009 год, ISBN 978-4-903063-27-0.
- Андзаи Икуро — «Психология обмана», Издательство PHP, 2007 год, ISBN 978-4-569-69092-6 (содержит описание исследования загадочных инцидентов).
- Танака Сатоси — «Правда о дрейфующих инцидентах — откуда пришла уцуро-бунэ», Amazon Kindle/POD, 2020/2021, ISBN 4802091087 (полностью раскрывает тайну на основе различных материалов).

## Внешние ссылки
- [«Кокэн дзуйхицу» в Национальном архиве Японии](https://www.archives.go.jp/exhibition/summer_15.html)
- Отиаи Сайдзо (1891) «Уцуро-бунэ ико» ([Том 1](https://dl.ndl.go.jp/info:ndljp/pid/893572), [Том 2](https://dl.ndl.go.jp/info:ndljp/pid/893573)) — Национальная парламентская библиотека Японии
- [«KAMISU DISCOVERY File09 Специальный выпуск: пляж Сяри и уцуро-бунэ — тайна НЛО периода Эдо»](https://www.city.kamisu.ibaraki.jp/_res/projects/default_project/_page_/001/011/457/koho_kamisu409_tokusyu.pdf) («Коходзи Камису», выпуск от 1 марта 2024 года) — город Камису, префектура Ибараки